# Green Day: Rock Band
Green Day: Rock Band est un jeu vidéo développé par Harmonix et édité par MTV Games. Cinquième épisode de la série Rock Band, il est sorti sur PlayStation 3, Xbox 360 et Wii le 8 juin 2010,.
Il s’agit d’un jeu de rythme centré sur le groupe américain Green Day. par de la série Rock Band et il comportera juste des chansons du groupe Green Day. Il sera comme les autres jeux de Rock Band, soit, la possibilité de jouer à quatre avec un guitariste, un bassiste, un batteur et un chanteur. Le jeu fera le tour de la carrière du groupe.

## Liste des chansons
L’entrepôt (salle fictive restituant toute l’énergie des premières performances live de Green Day):
- Dookie (1994)
  - « Burnout » « She »
  - « Having a Blast » « Sassafrass Roots »
  - « Chump » « When I Come Around »
  - « Longview » « Coming Clean »
  - « Welcome to Paradise » « Emenius Sleepus »
  - « Pulling Teeth » « In the End »
  - « Basket Case » « F.O.D. »

Milton Keynes (scène sur laquelle Green Day a joué son célèbre concert britannique immortalisé en 2005 par le DVD « Bullet in a Bible ») :
- American Idiot (2004)
  - « American Idiot » « She’s a Rebel »
  - « Jesus of Suburbia » « Extraordinary Girl »
  - « Holiday » « Letterbomb »
  - « Boulevard of Broken Dreams » « Wake Me Up When September Ends »
  - « Are We the Waiting? » « Homecoming »
  - « St. Jimmy » « Whatsername »
  - « Give Me Novacaine »
- Warning (2000)
  - « Minority »
  - « Warning »
- Nimrod (1997)
  - « Hitchin’ a Ride »
  - « Good Riddance (Time of Your Life) »
  - « Nice Guys Finish Last »
- Insomniac (1995)
  - « Brain Stew » / « Jaded »
  - « Geek Stink Breath »

Fox Theater, Oakland (salle dans laquelle Green Day a livré un concert intimiste pour la sortie de son album le plus récent):
- 21st Century Breakdown (2009)
  - « Song of the Century » « ¿Viva La Gloria? (Little Girl) »
  - « 21st Century Breakdown » « Restless Heart Syndrome »
  - « Before the Lobotomy » « Horseshoes and Handgrenades »
  - « Last Night on Earth » « The Static Age »
  - « Peacemaker » « American Eulogy »
  - « Murder City » « See the Light »

Contenu téléchargeable (les chansons ci-après sont d’ores et déjà disponibles sous forme de contenu téléchargeable dans la Boutique de Rock Band):
- « 21 Guns » « Last of the American Girls »
- « Know Your Enemy » « ¡Viva La Gloria! »
- « East Jesus Nowhere » « Christian’s Inferno »